# 擬對稱映射
數學上，度量空間之間的擬對稱映射，是雙利普希茨映射的一個推廣。雙利普希茨映射把一個集合的直徑擴大或縮小不超過某常數倍，而擬對稱映射就適合一個較弱的幾何性質，就是保持了集合的相對大小：如果集合A和B有直徑t，其間距離不超過t，那麼這兩個集合的大小的比例改變不超過某常數倍。擬對稱映射和擬共形映射也有關係，因為在很多情況這兩者其實等價。

## 定義
設(X, dX)和(Y, dY)是度量空間。一個同胚 f:X → Y稱為η-擬對稱，若有一個遞增函數η : [0, ∞) → [0, ∞)，使得對X中任何三個不同的點x, y, z都有
{\displaystyle {\frac {d_{Y}(f(x),f(y))}{d_{Y}(f(x),f(z))}}\leq \eta \left({\frac {d_{X}(x,y)}{d_{X}(x,z)}}\right).}

## 基本性質
逆映射是擬對稱的：
若f : X → Y是可逆η-擬對稱映射，則其逆映射是η1-擬對稱，其中η1(t) = 1/η(1/t).
擬對稱映射保持集合的相對大小：
若A和B是X的子集，A是B的子集，則
{\displaystyle {\frac {1}{2\eta ({\frac {\mathrm {diam} B}{\mathrm {diam} A}})}}\leq {\frac {\mathrm {diam} f(B)}{\mathrm {diam} f(A)}}\leq \eta \left({\frac {\mathrm {diam} B}{\mathrm {diam} A}}\right).}